# Malá vodní elektrárna Spytihněv
Malá vodní elektrárna Spytihněv je vodní elektrárna na řece Moravě provozovaná společností ČEZ. Byla uvedena do provozu v roce 1951. Je osazena dvěma Kaplanovými turbínami a její instalovaný výkon je 1920 kW. Nachází se u obce Spytihněv. Část technologie pro přenos VN (1x TR 2500 kVA) byla dodána společností Power-Energo,s.r.o.  V minulosti sloužila tato vodní elektrárna, v případě celostátního výpadku, i jako záložní zdroj energie pro bývalý dlouhovlnný rozhlasový vysílač Topolná. Tento leží přibližně 1,5 km ve směru JV od elektrárny. Do konce 80. let 20. století pracoval vysílač s plným vyzářeným vysokofrekvenčním výkonem 1500 kW, VN příkon tedy byl při účinnosti vysílačů asi 50 procent), okolo 3 MW.